# Голідей-Лейкс (Огайо)
Голідей-Лейкс (англ. Holiday Lakes) — переписна місцевість (CDP) в США, в окрузі Гурон штату Огайо. Населення — 828 осіб (2020).

## Географія
Голідей-Лейкс розташований за координатами 41°5′46″ пн. ш. 82°43′52″ зх. д. / 41.09611° пн. ш. 82.73111° зх. д. (41.096163, -82.731055).  За даними Бюро перепису населення США в 2010 році переписна місцевість мала площу 5,40 км², з яких 4,49 км² — суходіл та 0,91 км² — водойми.

## Демографія
Згідно з переписом 2010 року, у переписній місцевості мешкало 749 осіб у 298 домогосподарствах у складі 243 родин. Густота населення становила 139 осіб/км².  Було 429 помешкань (80/км²).
Расовий склад населення:
| - 97,3 % — білих - 0,7 % — чорних або афроамериканців - 1,1 % — осіб інших рас |

До двох чи більше рас належало 0,9 %. Частка іспаномовних становила 2,8 % від усіх жителів.
За віковим діапазоном населення розподілялося таким чином: 19,0 % — особи молодші 18 років, 67,0 % — особи у віці 18—64 років, 14,0 % — особи у віці 65 років та старші. Медіана віку мешканця становила 48,6 року. На 100 осіб жіночої статі у переписній місцевості припадало 101,9 чоловіків;  на 100 жінок у віці від 18 років та старших — 104,4 чоловіків також старших 18 років.
Середній дохід на одне домашнє господарство  становив 101 395 доларів США (медіана — 76 250), а середній дохід на одну сім'ю — 123 406 доларів (медіана — 92 361). За межею бідності перебувало 3,5 % осіб, у тому числі 0,0 % дітей у віці до 18 років та 6,6 % осіб у віці 65 років та старших.
Цивільне працевлаштоване населення становило 347 осіб. Основні галузі зайнятості: виробництво — 23,6 %, освіта, охорона здоров'я та соціальна допомога — 18,7 %, будівництво — 17,6 %.